# Фусі
Фусі (яп. フシ) — головний герой манґи To Your Eternity, написаної й проілюстрованої Оймою Йосітокі. Фусі — безсмертна істота, послана на Землю у вигляді сфери таємничою сутністю на ім'я «Спостерігач». Вперше потрапивши на Землю, він приймає форми різних предметів та живих істот, а після того, як подружився з молодим вмираючим селянином, Фусі копіює його зовнішність у відповідь на останнє прохання ніколи не забувати його. В ході манґи герой подорожує планетою, під час мандрів молода сільська дівчинка на ім’я Марч дає йому ім’я Фусі, а інші персонажі допомагають герою взаємодіяти та створювати зв’язки з людьми, яких він зустрічає, та нарешті стати схожим на людину.
Ойма зробила Фусі персонажем, який має зв'язок з читачами, щоб боротися з ідеєю важливості виживання та дилемою безсмертя. Його риси безсмертя були створені задля здатності персонажа адаптуватися до подій кількох сюжетних арок, де авторка мала свободу створювати особливі типи взаємодій. В аніме-адаптації манґи Фусі озвучує Кавасіма Рейдзі.
Реакція критиків на Фусі змінювалася з прохолодної на дуже позитивну. Оглядачі вихваляли розвиток персонажа від божественного творіння до людини, який стався завдяки взаємодії із зустріненими під час подорожі людьми.

## Історія створення
Персонаж походить з роботи авторки в початковій школі. За словами манґаки Ойми Йосітокі, спочатку Фусі мав бути жінкою, але колега запропонував зробити головного героя чоловіком для більшої привабливості. Ойма хотіла зробити головного героя андрогінним та додала, що надає перевагу андрогінним жіночим персонажам. Обкладинка кожного тому представляє мрію персонажа, наприклад перша зображує неназваного юнака, який набуває свободи, а обкладинка третього тому ілюструє мрію Фусі жити щасливо та мирно з усіма. За словами Ойми, Фусі не хоче забувати людей, яких він зустрічає під час своїх подорожей подорожі. Авторка додала, що на початку манґи Фусі був зображений фактично як тварина, але в ході оповідання зростає як особистість. Є приблизно 13 персонажів, на яких Фусі значно вплинув та які до початку написання спонукали Ойму назвати манґу «Ash Swords of 13 People» (яп. 『13人の灰剣』, Попелясті мечі 13 осіб), але потім вибір пав на «To Your Eternity».
Ойма хотіла, щоб читач, як і головний герой, опинився, в ситуації, коли він нічого не знає. За її словами, вона придумала Фусі ще в початковій школі. Ойма хотіла написати його історію та описати його горе ще з дитинства. Саме тому в перших розділах авторка не увела жодного персонажа, крім героя. Загальною темою, зображеною в манзі, є смерть та безсмертя, хоча останнє Ойма не хоче показувати читачам через власну особисту точку зору. Щоб підсилити це враження невідомого, вона вирішила намалювати білий всесвіт, так у неї вийшов засніжений пейзаж. Балакучий персонаж Марч була створена, щоб врівноважити тихого Фусі. Авторка зробила Фусі здатним приймати інші форми заради легшої взаємодії героя з новими персонажами.
Ойма назвала Фусі своїм альтер-его через те, що вона проєктує на нього власні конфлікти та переживання. З плином часу в оповіді Фусі стає більш людяним з точки зору особистості та починає плутатися щодо того, хто є його ворогом. Ця ідея має на меті завершити другу сюжетну лінію манґи та розпочати третю.

### Кастинг
Режисер аніме Мурата Масахіко висловив здивування, коли вперше прочитав манґу, вважаючи, що головним героєм буде юний селянин, а не Фусі. З точки зору актора озвучення (сейю) Кавасіми Рейдзі його голос відповідав персонажу. У першій серії озвучували лише два сейю: Кавасіма та Цуда Кендзіро (Спостерігач). Перший висловив полегшення під час роботи, оскільки відчував, що Цуда був доброзичливою людиною. Цуда відчував, що Кавасіма був пристрасним актором, про що свідчить його раннє прибуття на запис кожної серії. Кавасіма вважав свого персонажа виснажливим через його різноманітний досвід, тоді як Цуда вважав Фусі надто загадковим. У шостій серії Кавасіма висловив труднощі із вимовою реплік Фусі через те, що персонаж тільки вчився говорити.
Кавасіма повідомив, що був знайомий з творчістю Ойми ще до To Your Eternity, оскільки читав її попередню роботу «Форма голосу». Читаючи манґу, він був зворушений до сліз обома творами. Кавасіма отримав інструкції від звукорежисера та переглянув матеріали про персонажа, щоб краще зрозуміти роль. Актор прокоментував, що під час сцени, де Фусі починає їсти фрукти, принесені Марч, він вирішив теж їсти фрукти, щоб зробити сцену більш реалістичною. Через те, що Фусі погано розмовляв у перших серіях, Кавасіма вимовляв репліки ламаною японською мовою. Актор часто прослуховував кінцевий результат.

## Біографія
Потойбічна істота на ім'я «Спостерігач» створює білу кулю (пізніше назвалу «Фусі»). Безсмертний Фусі спочатку приймає форму скелі, а потім вмираючого арктичного вовка. Пізніше він зустрічає біловолосого 14-річного хлопчика, який живе один. Цей хлопчик приймає його за свого домашнього вовка Джоана. Після смерті юнака Фусі приймає і його зовнішність. Він подорожує до землі Нінанна та зустрічає дівчинку на ім'я Марч, яку збираються принести в жертву гігантському білому ведмедю на ім'я Оніґума. Марч називає героя «Фусі» та вчить його зачаткам мови та тому, як користуватися руками. В бою Фусі, завдяки перетворенню на вовка, перемагає Оніґуму, після чого він, Марч, Парона (старша сестра Марч) та літня жінка Піоран потрапляють у полон до Хаясе з племені Яноме. Вони втікають, але Марч гине, захищаючи Парону, і стає духом. Фусі розлучається з Пароною та залишає Нінанну, тікаючи від Хаясе, яка має намір захопити героя.
Супроводжуючи Піоран, Фусі вчиться та починає говорити на рівні дитини. Під час подорожі до міста Такунахи, на них нападає рослиноподібна істота, яка може викрадати форми та спогади Фусі, Ноккер. Герой вбиває його та відновлює свої спогади. У Такунасі Фусі зустрічає хлопчика на ім'я Ґуґу, лице якого спотворено в результаті нещасного випадку після того, як він врятував свою кохану дівчинку на ім'я Рін. Ґуґу рятує Фусі від чергового Ноккера, після чого ці двоє разом з Рін стають друзями. Протягом чотирьох років головний герой утримується від трансформації або створення об'єктів, щоб жити як людина, за цей час він фізично подорослішав та став поводитися як повноцінна людина. Однак Ноккер знову нападає, а Ґуґу гине, жертвувуючи собою, аби врятувати Рін, та ставши таким же духом, як Марч. Після цього Фусі залишає Такунаху, щоб не наражати простих людей на небезпеку від атак Ноккера, за ним йде й Піоран.
Хаясе платить дівчині на ім'я Тонарі, щоб вона заманила Фусі та Піоран на в'язничний корабель, що прямує до острова Джананда. Знаходячись на острові герой раптово перетворюється на Парону, зрозумівши, що вона мертва (він здатен перетворюватися на живих істот, з якими фізично контактував, але які померли). Фусі бере участь у турнірі гладіаторів на острові. У останньому раунді герой стикається з Хаясе, яка розповідає, що вбила Парону. Хеясе перемагає розлюченого Безсмертного, після чого схоплює та намагається зґвалтувати його. Тонарі та її друзі приходять йому на допомогу, але в той же час острів атакують Ноккери, а троє друзів Тонарі гинуть. Фусі вбиває ворогів та разом з Хаясе залишає острів, після чого кидає її помирати в океані, де на жінку нападає Ноккер. Безсмертний возз'єднується з Піоран та подорожує на безлюдний острів, але у літньої жінки розвивається деменція. Вмираючи, вона просить Спостерігача відродити себе як щось корисне для Фусі.
Головний герой залишається на острові протягом сорока років, поки Ноккери не починають нападати на людей за його межами. Готуючись до від'їзду, він зустрічає Хісаме, дев'ятирічну онуку та реінкарнацію Хаясе. Ліва рука Хісаме містить Ноккера, який злився з її бабкою. За цей час Хаясе встигла встановити релігійний культ під назвою «Сила Вартових» (або просто «Вартові»), який поклоняється Фусі та протистоїть Ноккерам. Обидва їдуть до місця атаки Ноккера, де зустрічають дорослих Тонарі та єдиного її вцілілого друга Сандера. Хісаме намагається вбити Тонарі, але сама отримує поранення та тікає. Тонарі вмирає на очах Фусі та стає духом. Герой рятує Хісаме від смерті та погоджується не вбивати Ноккера в її руці в обмін на обіцянку залишити його в спокої. Протягом наступних двох століть Фусі веде пустельницький спосіб життя та унікає контактів з людьми, проте його регулярно відвідують одержимі нащадки та, за сумісництвом, реінкарнації Хаясе, усі вони були дівчатками. Але в останній раз до нього навідався хлопець на ім'я Кахаку. Після того, як конкуруючі релігії починали засуджувати Фусі, Кахаку переконав його вийти зі самотності, заради покращення іміджу.
Обох захоплює принц королівства Ураліс Боншьєн, відомий метою прославитися та довести своєму батькові гідність успадкувати трон. Однак Бон висловлює своє захоплення Фусі та Вартовими, разом з тим викликаючи немилість місцевої церкви Беннета. Принц стає свідком того, як Безсмертний випадково воскрешає померлу принцесу, але приховує від нього цей факт. Разом з цим поповзли чутки про цей вчинок. Фусі, затриманий церквою, змушений продемонструвати здатність воскресіння, але невдало. Після цього обох заарештували, а Фусі ще й насильно закували в розплавлене залізо. Але головний герой тікає та рятує Боншьєна, імітуючи його смерть. Пізніше Ноккер у руці Кахаку попереджає, що інші Ноккери атакуватимуть велике місто Ренріл рівно через рік. Бон і Кахаку збирають союзників та попереджають місто про напад, а Фусі розвиває свою здатність створювати предмети з нічого.
Фусі руйнує всі будівлі в Ренрілі та відтворює як продовження свого тіла. Сотні Ноккерів атакують місто, у запалі битви випадково воскресає Марч. Бон, після смерті своїх солдат, каже Фусі, що їх можна повернути до життя. Безсмертний використовує їх для захисту міста, відроджуючи їх там, де потрібно. Поки битва триває, Ноккер Кахаку атакує Фусі, повертаючи йому початкову форму кулі, після чого Боншьєн вбиває себе біля героя, надавши йому свою зовнішність. Здатний бачити духів своїх друзів, Фусі повертає їх до життя. Врешті решт битва виграна, оскільки Безсмертний відновлює сили. Кахаку біжить з міста, а пізніше, висловивши сильну любов до Фусі, вбиває себе разом з Ноккером.

### Друга частина
Фусі каже своїм друзям, що зробить світ мирним, а після цього воскресить їх. Він засинає та розкидає своє тіло по всій планеті, щоб зупинити повернення Ноккерів. Друзі Фусі повертаються до мирного життя та, з часом, помирають, поки герой спить. Через 600 років тіло Безсмертного охоплює всю планету, яка вже досягла сучасного рівня технологічного прогресу. За цей час Ноккери стали мікроскопічно маленькими, таємно живучи всередині людей та контролюючи їх. Ноккер Кахаку живе в мозку дівчини Мідзухи, вісімнадцятої реінкарнації Хаясе, та керує іншими у підготовці до повернення Фусі.
Після пробудження в сучасну епоху Безсмертний воскрешає одинадцять духів друзів, включаючи своїх найближчих приятелів — Марч, Ґуґу, Тонарі та Боншьєна. Спостерігач перетворюється на дванадцятирічного хлопчика, називаючи себе Сатору. Фусі зустрічає хлопця на ім'я Юкі та Мідзуху, остання закохується у Фусі, будучи вісімнадцятою реінкарнацією Хаясе. Мідзуха вбиває свою матір, але вона повертається до життя без участі Фусі, сповіщаючи його про повернення Ноккерів. Дізнавшись, що Ноккери тепер мирно живуть серед людей, Фусі не знає, що робити. Він намагається битися з ними наодинці, але Ноккер Хаясе атакує школу Юкі.
Врешті решт Ноккера Хаясе вбивають, а його організація розпадається, але Ноккери продовжують жити серед людей. Сатору пропонує Фусі свою всемогутність, але той відмовляється. Перед тим як втратити спогади, Сатору розповідає, що він створив світ із нудьги, а потім хотів померти в своєму творінні, залишивши Фусі стежити за ним. Через шість десятиліть знання про Ноккерів стали звичним явищем, Юкі помирає, а Фусі покидає дім Юкі разом зі своїми воскреслими найближчими друзями.